# Adler-Skistadion
Das Adler-Skistadion in Hinterzarten besteht aus zwei kleinen Skisprungschanzen der Kategorien K 15 (Energiedienst-Schanze) und K 30 (Schülerschanze), einer mittleren Schanze der Kategorie K 70 (Europa-Park-Schanze) sowie einer Normalschanze der Kategorie K 95 (Rothaus-Schanze), welche mit Matten belegt sind. Außerdem gibt es einen Windkanal für Skisprungsimulationen.
Hinterzarten ist Olympiastützpunkt für Skispringer und Nordische Kombinierer, Nationalmannschaften aus mehreren Ländern nutzen das Gelände zum Training. Die Schanze wird jährlich an ungefähr 180 Tagen als Trainingszentrum genutzt. Neben dem jährlichen FIS Sommer GP im August, wird die Schanze auch für den FIS Cup genutzt.

## Geschichte

### 1924–1980
Im Jahr 1923 wurden der Skiclub Hinterzarten gegründet und die erste Schanze errichtet. Die Kirchwaldschanze stellte sich jedoch als zu klein heraus. Sie wurde lange als Trainingsschanze genutzt, bevor sie 1974 aufgegeben wurde.
1924 wurde auf dem Gelände des „Adlerwirtes“ nahe dem Scheibenfelsen die Adlerschanze gebaut. Am 24. Februar 1925 fand der erste Wettbewerb statt, laut Chronik des Skiclubs wurden dabei Weiten bis 60 Meter erreicht. 1935 wurde die Schanze umgebaut und diente als Vorbereitungsanlage für die Olympischen Winterspiele 1936 in Garmisch-Partenkirchen. Auch der bekannte Norweger Birger Ruud trainierte in Hinterzarten und stellte mit 71 Metern einen Schanzenrekord auf, der bis zum nächsten Umbau 1965 halten sollte. Besondere Aufmerksamkeit genoss die Schanze in der aktiven Zeit von Georg Thoma, der ab 1965 den Schanzenrekord mit 82 Metern hielt und auf seiner Heimschanze selten geschlagen wurde.
Ab 1976 war die Schanze veraltet und entsprach nicht mehr den Regeln des DSV. Daher wurde sie nicht mehr für internationale Wettbewerbe genutzt. Ein Neubau wurde Ende der 1970er Jahre ins Auge gefasst, stellte den Skiclub aber vor eine unlösbare finanzielle Aufgabe. Da etwa zur selben Zeit das Bundesleistungszentrum Herzogenhorn eine ganzjährig benutzbare Mattenschanze benötigte, ergab sich die Möglichkeit die Renovierung der Schanze mit dem Bau einer Mattenschanze zu verbinden. Hierbei bekam Hinterzarten den Vorzug vor Titisee-Neustadt. Da nun auch im Sommer gesprungen werden sollte, die Vereinbarung vom 29. August 1924 mit dem Adlerwirt jedoch nur die Nutzung in Winter erlaubte, musste diese erneuert werden. 1980 wurde mit dem Bau begonnen, in dessen Zuge Anlaufturm und Schanzentisch neu gestaltet und ein Kampfrichterturm, ein Betriebsgebäude am Auslauf sowie ein Sessellift (mehr Sprünge bei gleicher Trainingszeit) neu errichtet.

### 1980–2020
Am 29. August 1982 wurde die neue Schanze mit dem 1. Internationalen Sommerspringen eröffnet, an dem Springer aus zehn Nationen teilnahmen. Dieser Wettbewerb findet seither jedes Jahr statt und ist inzwischen fester Bestandteil des Sommer-Grand-Prix. Nachdem im Herbst 1983 eine Frost-Rail-Spur für winterähnliche Anlaufbedingungen installiert worden war, fand 1998/99 der vorerst letzte Umbau statt.
Die neuprofilierte Schanze lässt Sprünge bis 115 Meter zu, außerdem gibt es einen Lift im Schanzenturm, eine Beschneiungsanlage und eine Flutlichtanlage. Neben der K 95-Schanze entstanden 2004 und 2005 die K 15-, K 30- und K 70-Schanze. Nachdem die Rothausschanze ihren Namen von der gleichnamigen Badischen Staatsbrauerei erhalten hatte, wurden auch zwei der drei neuen Schanzen nach Sponsoren benannt. Namensgeber waren hier Energiedienst und der Europa-Park.
Am 10. und 11. Juli 2004 veranstaltete der Schweizer Skiverband Swiss-Ski in Hinterzarten die Schweizer Meisterschaften in der Nordischen Kombination und im Skispringen. Das Einzelspringen der letzteren wurde von Michael Möllinger gewonnen, der im benachbarten Titisee-Neustadt geboren wurde und seit 2003 für die Schweiz startet. Vom 24. bis 31. Januar 2010 fanden im Rahmen der Nordischen Junioren-Skiweltmeisterschaften hier Wettkämpfe statt. Für den Langlauf-Anteil der Nordischen Kombination wurde die Notschrei-Loipe genutzt. Im Januar 2011 wurden zwei Springen des erstmals ausgetragenen Damen-Weltcups auf der Rothausschanze ausgetragen. Insgesamt wurden zwischen Mai 2010 und März 2011 auf den vier Schanzen 50716 Sprünge an 229 Betriebstagen (140 im Sommer, 89 im Winter) durchgeführt.
Zwischen dem 11. und 14. Februar 2013 war das Adler-Skistadion Schauplatz der niederländischen Fernsehsendung Vliegende Hollanders, in der Prominente ohne Alpinerfahrung, nach einem einwöchigen Training einen Skisprungwettkampf austrugen. Die Teilnehmer wurden von Hans-Paul Herr, dem Skisprung-Landestrainer, dem ehemaligen Skispringer Stephan Hocke und dem Nachwuchstrainer des SC Hinterzarten und ehemaligen Schanzenchef Karl Hassler trainiert. Die drei aufgezeichneten Sendungen wurden vom niederländischen Fernsehsender SBS 6 am 22. Februar, 1. März und 8. März ausgestrahlt. Gewinnerin von Vliegende Hollanders war die Fernsehmoderatorin Chimène van Oosterhout, gefolgt vom Schauspieler Koert-Jan de Bruijn und dem Rapper Keizer.

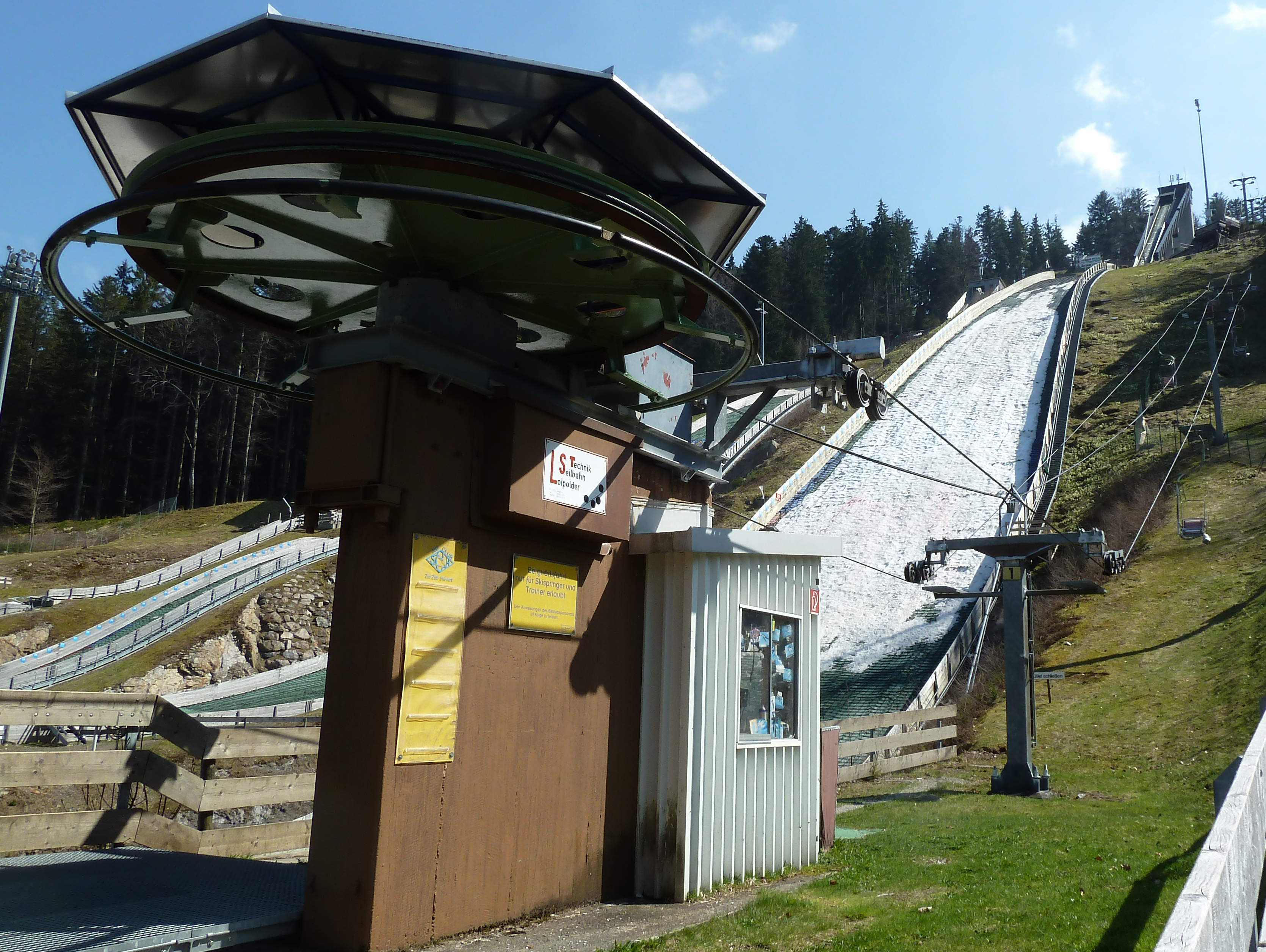
Die Aufstiegshilfe aus dem Jahr 1980 im April 2013

Der als Aufstiegshilfe genutzte Sessellift hätte bis Ende 2013 modernisiert werden müssen, um den geltenden Sicherheitsstandards zu entsprechen und eine weitere Betriebsgenehmigung von Seiten des Landesamts für Geologie, Rohstoffe und Bergbau erhalten zu können. Als Alternative hierzu wurde ein Neubau in Form eines Schrägaufzugs beschlossen, dessen Bau zuerst mit 800.000 Euro, später mit 1.000.000 Euro veranschlagt wurde. Im Jahr 2012 gelang es, die finanziellen Mittel dafür zu beschaffen: 100.000 Euro sollte die Gemeinde Hinterzarten übernehmen, 450.000 Euro das Land Baden-Württemberg, 350.000 der Deutsche Sportbund und 100.000 Euro der Landkreis.
Der Genehmigungsplanung für den Schrägaufzug wurde am 19. März 2013 vom Hinterzartener Gemeinderat zugestimmt. Die Aufträge zum Bau konnten erst nach Abschluss des Planfeststellungsverfahrens vergeben werden. Der Bau der Anlage vom Rasdorfer Hersteller Wiegand hätte im Juni 2013 beginnen und ungefähr ein halbes Jahr dauern sollen. Allerdings dauerten die Verhandlungen länger, sodass der Auftrag erst im Oktober 2014 vergeben werden konnte. Bereits im April 2014 hatte der DSV nach 32 Jahren zum ersten Mal Hinterzarten eine Absage für den Sommer-Grand-Prix erteilt und der Klingenthaler Vogtland Arena den Vorzug gegeben. In der im Frühjahr 2014 ausgelaufenen Saison waren von den vier Schanzen an 187 Betriebstagen 29811 Sprünge durchgeführt worden, 20221 davon an 128 Betriebstagen zwischen Mitte Mai bis Ende Oktober 2013. Ausgeführt wurden diese von 2523 vorwiegend aus Deutschland stammenden Athleten, darunter Carina Vogt, Andreas Wank und Fabian Rießle, die ihre „Hausschanze“ zum Training nutzten.
Im April 2015 begann der Bau der neuen Aufstiegshilfe, dessen Abschluss noch beim Spatenstich für den 8. August angegeben wurde. Am 17. Oktober wurde die neue Aufstiegshilfe eingeweiht. Sie besteht aus vier Wagen und hat eine Schienenlänge von 240 Metern. Die 81 Meter Höhenunterschied mit teilweise 60 % Steigung überwindet die Bahn in knappen zwei Minuten. Während der alte Sessellift eine Kapazität von 110 Personen pro Stunde hatte und Athleten vorbehalten war, befördert die neue Aufstiegshilfe 280 Personen stündlich. Da zudem auch Touristen befördert werden dürfen, wurde die Bahn zwischen der Rothaus- und der Europa-Park-Schanze zum festen Bestandteil der wöchentlichen Schanzenführungen. Die Sprungzahlen dieser Saison waren mit 12784 Sprüngen im Sommer und 3094 im Winter, die vom Skiverein mit Schneemangel erklärt wurden, rückläufig. Gleichzeitig gelang des dem Skiverein, den Kredit von 50.000 für ein Betriebsgebäude zu tilgen.
Die beiden großen Schanzen wurden zuletzt 2014 von der FIS für internationale Wettbewerbe bis 2019 zertifiziert. Wegen daraus resultierender Auflagen wurde im Sommer 2016 der Trainerturm ebenso erneuert wie 1500 m² Rasen im Auslauf.

### Seit 2020
Im Jahr 2020 begannen Baumaßnahmen in Höhe von 2,2 Millionen Euro, die bis zum Herbst abgeschlossen sein sollten: Der Anlaufturm der Rothaus-Schanze wird verbreitert und mit Treppen neben der Spur versehen, um das Präparieren im Winter zu erleichtern und sicherer zu machen. Die Anlage erhält weiterhin eine Kombi-Anlaufspur, der Schanzentisch wird abgeflacht und an das neue Profil angepasst und im Turm sollen ein Aufwärmraum und eine Toilette eingebaut werden. Im Oktober 2020 wurde ein Baustopp für das inzwischen auf drei Millionen Euro veranschlagte Vorhaben verfügt, nachdem sich vor Ort herausgestellt hatte, dass das produzierte Metallgerüst der Anlaufspur nicht zu Turm und Schanzentisch passt. Zur Aufklärung der möglichen Bau- und Planungsfehler wurde ein Gutachten vergeben, mit der Wiederaufnahme der Bauarbeiten wurde nicht vor Frühjahr 2021 gerechnet.
Trotz weiterhin ungeklärter Schuldfrage für die Fehler entschied der Hinterzartener Gemeinderat am 18. Mai 2021 gegen ein Beweissicherungsverfahren und beschloss mit sieben gegen fünf Stimmen stattdessen die Aufhebung des Baustopps und Wiederaufnahme der Sanierungsarbeiten an der Schanze. Die durch die Notwendigkeit der Fehlerkorrektur entstehenden Kosten wurden zu diesem Zeitpunkt auf zusätzliche 566.274 Euro veranschlagt. Im Juli 2021 wurde mit dem Wiederabriss der fehlerhaften Teile begonnen. Der im November 2021 angekündigte Termin für die endgültige Fertigstellung bis Februar 2022 konnte erneut nicht eingehalten werden. Nach einer witterungsbedingten Zwangspause der Arbeiten wurde als neuer Termin die Jahresmitte 2022 genannt. Im Juni 2022 wurde angekündigt, dass die Schanze im Oktober des Jahres eingeweiht werden solle. Der durch die aufgetretenen Fehler entstandene Gesamtschaden wurde auf mittlerweile eine Million Euro beziffert, wobei weiterhin ungeklärt sei, wer dafür aufkommen werde.
Nachdem der Bund der Steuerzahler die abgebrochene Schanzensanierung in sein Schwarzbuch Die öffentlichen Verschwendung 2021/22 aufgenommen hatte, kritisierte der Hinterzartener Bürgermeister, dass das einen „verzerrten Eindruck“ wiedergebe.

#### Windkanal
Im Februar 2021 wurden Planungen zur Installation eines Windkanals oberhalb der Sprungschanzen bekannt, wegen der ungeklärten Schadensregulierung im Rahmen der noch laufenden Arbeiten an der Rothaus-Schanze aber zunächst zurückgestellt. Im September 2021 fasste der Hinterzartener Gemeinderat dann den Beschluss, den Windkanal bauen zu lassen. Die Kosten wurden mit 352.867 Euro veranschlagt. Die Anlage soll den Landeskadern der Skispringer und Nordisch Kombinierten in Baden-Württemberg optimierte Trainingsbedingungen bieten.
Im Mai 2025 wurde der fertiggestellte Windkanal eingeweiht. Die Kosten werden inzwischen auf eine halbe Million Euro beziffert. Die Anlage besteht im Kern aus zwei Axialventilatoren mit einer Gesamtbetriebsleistung von 90 kW.

## Technische Daten

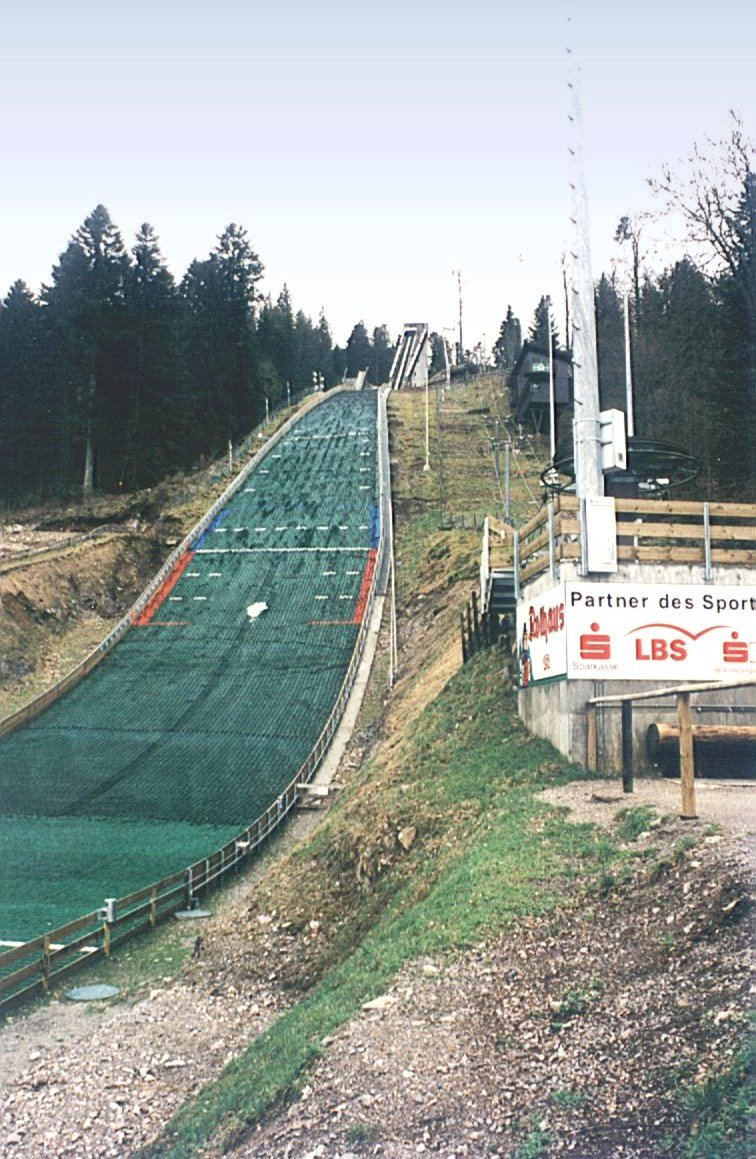
Noch als Adler-Schanze mit Matten (2002)

| Rothaus-Schanze                            | Rothaus-Schanze      |
| Anlauf                                     | Anlauf               |
| ------------------------------------------ | -------------------- |
| Anlauflänge                                | 83,25 m              |
| Neigung des Anlaufs (γ)                    | 35,18°               |
| Anlaufgeschwindigkeit                      | 24,5 m/s (88,2 km/h) |
| Schanzentisch                              |                      |
| Tischhöhe                                  | 2,58 m               |
| Tischlänge                                 | 6,25 m               |
| Neigung des Schanzentisches (α)            | 11,2°                |
| Aufsprung                                  |                      |
| Hillsize                                   | 108 m                |
| Konstruktionspunkt                         | 95 m                 |
| Höhendifferenz Tischkante bis K-Punkt (h)  | 46,29 m              |
| Längendifferenz Tischkante bis K-Punkt (n) | 82,48 m              |
| Verhältnis Höhen- zu Längendifferenz (h/n) | 0,561                |
| K-Punkt Neigungswinkel (β)                 | 35°                  |
| Auslauf                                    |                      |
| Länge des Auslaufs                         | 100 m                |

## Internationale Wettbewerbe
Genannt werden alle von der FIS organisierten Sprungwettbewerbe.
| Datum              | Kategorie                                 | Schanze | 1. Platz                                                                                    | 2. Platz                                                                           | 3. Platz                                                                        |
| ------------------ | ----------------------------------------- | ------- | ------------------------------------------------------------------------------------------- | ---------------------------------------------------------------------------------- | ------------------------------------------------------------------------------- |
| 28. August 1994    | Grand Prix                                | K95     | Takanobu Okabe                                                                              | Nicolas Dessum                                                                     | Jens Weißflog                                                                   |
| 28. August 1994    | Grand Prix                                | K95     | Japan?                                                                                      | Finnland?                                                                          | Deutschland?                                                                    |
| 27. August 1995    | Grand Prix                                | K95     | Andreas Goldberger                                                                          | Jaroslav Sakala                                                                    | Hiroya Saitō                                                                    |
| 25. August 1996    | Grand Prix                                | K95     | Ari-Pekka Nikkola                                                                           | Mika Laitinen                                                                      | Adam Małysz                                                                     |
| 24. August 1997    | Grand Prix                                | K95     | Masahiko Harada                                                                             | Martin Höllwarth                                                                   | Hideharu Miyahira                                                               |
| 16. August 1998    | Grand Prix                                | K95     | Masahiko Harada                                                                             | Janne Ahonen                                                                       | Alexander Herr Hansjörg Jäkle                                                   |
| 6. August 1999     | Grand Prix                                | K95     | DeutschlandSven Hannawald Martin Schmitt Christof Duffner Hansjörg Jäkle                    | JapanKazuyoshi Funaki Masahiko Harada Noriaki Kasai Jin’ya Nishikata               | ÖsterreichAndreas Widhölzl Wolfgang Loitzl Andreas Goldberger Stefan Horngacher |
| 7. August 1999     | Grand Prix                                | K95     | Sven Hannawald                                                                              | Janne Ahonen                                                                       | Andreas Goldberger                                                              |
| 5. August 2000     | Grand Prix                                | K95     | FinnlandRisto Jussilainen Jani Soininen Ville Kantee Janne Ahonen                           | JapanKazuya Yoshioka Kazuyoshi Funaki Hideharu Miyahira Noriaki Kasai              | DeutschlandSven Hannawald Michael Uhrmann Frank Löffler Martin Schmitt          |
| 6. August 2000     | Grand Prix                                | K95     | Andreas Widhölzl                                                                            | Martin Höllwarth                                                                   | Noriaki Kasai                                                                   |
| 11. August 2001    | Grand Prix                                | K95     | Adam Małysz                                                                                 | Martin Schmitt                                                                     | Stefan Horngacher                                                               |
| 12. August 2001    | Grand Prix                                | K95     | Martin Höllwarth                                                                            | Andreas Goldberger                                                                 | Martin Schmitt                                                                  |
| 10. August 2002    | Grand Prix                                | K95     | Andreas Widhölzl                                                                            | Janne Ahonen                                                                       | Matti Hautamäki                                                                 |
| 11. August 2002    | Grand Prix                                | K95     | Andreas Widhölzl                                                                            | Clint Jones                                                                        | Martin Höllwarth                                                                |
| 21. Dezember 2002  | FIS                                       | K95     | Andraž Kern                                                                                 | Roland Müller                                                                      | Julian Musiol                                                                   |
| 22. Dezember 2002  | FIS                                       | K95     | Zvonko Kordež                                                                               | Stefan Becker                                                                      | Rok Urbanc                                                                      |
| 9. August 2003     | Grand Prix                                | K95     | ÖsterreichAndreas Widhölzl Reinhard Schwarzenberger Martin Höllwarth Thomas Morgenstern     | FinnlandTami Kiuru Akseli Kokkonen Matti Hautamäki Janne Ahonen                    | SlowenienDamjan Fras Rok Benkovič Robert Kranjec Primož Peterka                 |
| 10. August 2003    | Grand Prix                                | K95     | Thomas Morgenstern                                                                          | Tami Kiuru                                                                         | Roar Ljøkelsøy                                                                  |
| 10. Januar 2004    | Junioren                                  | K95     | Tobias Bogner                                                                               | Jurij Tepeš                                                                        | Julian Musiol                                                                   |
| 11. Januar 2004    | Junioren                                  | K95     | Tobias Bogner                                                                               | Julian Musiol                                                                      | Jurij Tepeš                                                                     |
| 31. Juli 2004      | Grand Prix                                | HS108   | Adam Małysz                                                                                 | Thomas Morgenstern                                                                 | Noriaki Kasai                                                                   |
| 1. August 2004     | Grand Prix                                | HS108   | ÖsterreichAndreas Widhölzl Reinhard Schwarzenberger Martin Höllwarth Thomas Morgenstern     | JapanDaiki Itō Kazuyoshi Funaki Hideharu Miyahira Noriaki Kasai                    | PolenWojciech Tajner Robert Mateja Mateusz Rutkowski Adam Małysz                |
| 26. Februar 2005   | FIS                                       | HS108   | Matevž Šparovec                                                                             | Nejc Frank                                                                         | Rok Mandl                                                                       |
| 27. Februar 2005   | FIS                                       | HS108   | Tobias Bogner                                                                               | Thomas Thurnbichler                                                                | Jaka Rus                                                                        |
| 6. August 2005     | Grand Prix                                | HS108   | DeutschlandMichael Neumayer Georg Späth Alexander Herr Michael Uhrmann                      | FinnlandJuha-Matti Ruuskanen Tami Kiuru Matti Hautamäki Janne Ahonen               | ÖsterreichWolfgang Loitzl Andreas Widhölzl Martin Höllwarth Thomas Morgenstern  |
| 7. August 2005     | Grand Prix                                | HS108   | Wolfgang Loitzl                                                                             | Janne Ahonen                                                                       | Thomas Morgenstern                                                              |
| 5. August 2006     | Grand Prix                                | HS108   | ÖsterreichWolfgang Loitzl Gregor Schlierenzauer Manuel Fettner Andreas Kofler               | FinnlandTami Kiuru Harri Olli Janne Happonen Matti Hautamäki                       | DeutschlandMichael Neumayer Martin Schmitt Georg Späth Michael Uhrmann          |
| 6. August 2006     | Grand Prix                                | HS108   | Georg Späth                                                                                 | Andreas Kofler                                                                     | Gregor Schlierenzauer                                                           |
| 11. August 2007    | Grand Prix                                | HS108   | ÖsterreichWolfgang Loitzl Thomas Morgenstern Andreas Kofler Gregor Schlierenzauer           | FinnlandJanne Happonen Harri Olli Kalle Keituri Janne Ahonen                       | TschechienAntonín Hájek Roman Koudelka Martin Cikl Jakub Janda                  |
| 12. August 2007    | Grand Prix                                | HS108   | Thomas Morgenstern                                                                          | Adam Małysz                                                                        | Gregor Schlierenzauer                                                           |
| 9. Januar 2008     | Continental Cup                           | HS108   | Thomas Lobben                                                                               | Thomas Thurnbichler                                                                | Kim René Elverum Sorsell                                                        |
| 10. Januar 2008    | Continental Cup                           | HS108   | Lars Bystøl                                                                                 | Stefan Thurnbichler                                                                | Felix Schoft                                                                    |
| 23. Februar 2008   | FIS                                       | HS108   | Matej Dobovšek                                                                              | Florian Schabereiter                                                               | Johannes Lenz                                                                   |
| 24. Februar 2008   | FIS                                       | HS108   | Benedikt Wider                                                                              | Robert Hrgota                                                                      | Florian Horst                                                                   |
| 26. Juli 2008      | Grand Prix                                | HS108   | ÖsterreichAndreas Kofler Manuel Fettner Gregor Schlierenzauer Thomas Morgenstern            | DeutschlandMichael Uhrmann Martin Schmitt Georg Späth Michael Neumayer             | TschechienOndřej Vaculík Borek Sedlák Jan Matura Roman Koudelka                 |
| 26. Juli 2008      | Grand Prix                                | HS108   | Georg Späth                                                                                 | Andreas Kofler                                                                     | Thomas Morgenstern                                                              |
| 26. Juli 2008      | Junioren                                  | HS108   | Jakub Przybyla                                                                              | Klemens Murańka                                                                    | Sami Saapunki                                                                   |
| 8. August 2009     | Grand Prix                                | HS108   | NorwegenBjørn Einar Romøren Kenneth Gangnes Anders Jacobsen Tom Hilde                       | DeutschlandMichael Neumayer Georg Späth Michael Uhrmann Martin Schmitt             | FinnlandSami Niemi Janne Happonen Harri Olli Kalle Keituri                      |
| 9. August 2009     | Grand Prix                                | HS108   | Simon Ammann                                                                                | Anders Jacobsen                                                                    | Denis Kornilow                                                                  |
| 28. Januar 2010    | Junioren-WM                               | HS108   | Michael Hayböck                                                                             | Peter Prevc                                                                        | Diego Dellasega                                                                 |
| 29. Januar 2010    | Junioren-WM                               | HS108   | Elena Runggaldier                                                                           | Coline Mattel                                                                      | Sarah Hendrickson                                                               |
| 30. Januar 2010    | Junioren-WM                               | HS108   | ÖsterreichMichael Hayböck Florian Schabereiter Lukas Müller Mario Innauer                   | DeutschlandTobias Bogner Pascal Bodmer Stephan Leyhe Felix Schoft                  | SlowenienPeter Prevc Jaka Hvala Matic Kramaršič Dejan Judež                     |
| 7. August 2010     | Grand Prix                                | HS108   | PolenMaciej Kot Krzysztof Miętus Dawid Kubacki Adam Małysz                                  | NorwegenBjørn Einar Romøren Johan Remen Evensen Anders Jacobsen Tom Hilde          | DeutschlandMichael Neumayer Andreas Wank Severin Freund Michael Uhrmann         |
| 8. August 2010     | Grand Prix                                | HS108   | Adam Małysz                                                                                 | Thomas Morgenstern                                                                 | Kalle Keituri                                                                   |
| 12. Januar 2011    | Continental Cup                           | HS108   | Daniela Iraschko                                                                            | Coline Mattel                                                                      | Eva Logar                                                                       |
| 12. Januar 2011    | Continental Cup                           | HS108   | Coline Mattel                                                                               | Daniela Iraschko                                                                   | Lindsey Van                                                                     |
| 14. Januar 2011    | Alpencup                                  | HS108   | Thomas Lackner                                                                              | Stefan Kraft                                                                       | Thomas Diethart                                                                 |
| 15. Januar 2011    | Alpencup                                  | HS108   | Stefan Kraft                                                                                | Daniel Wenig                                                                       | Rok Justin                                                                      |
| 6. August 2011     | Grand Prix                                | HS108   | ÖsterreichAndreas Kofler Michael Hayböck Manuel Fettner Thomas Morgenstern                  | PolenMaciej Kot Piotr Żyła Dawid Kubacki Kamil Stoch                               | NorwegenRune Velta Kenneth Gangnes Johan Remen Evensen Tom Hilde                |
| 6. August 2011     | Junioren                                  | HS77    | Iulian Pîtea                                                                                | Paul Winter                                                                        | Marco Moser                                                                     |
| 7. August 2011     | Grand Prix                                | HS108   | Thomas Morgenstern                                                                          | Kamil Stoch                                                                        | Richard Freitag                                                                 |
| 7. Januar 2012     | Weltcup                                   | HS108   | Sabrina Windmüller                                                                          | Lindsey Van                                                                        | Lisa Demetz                                                                     |
| 8. Januar 2012     | Weltcup                                   | HS108   | Sarah Hendrickson                                                                           | Sara Takanashi                                                                     | Jessica Jerome                                                                  |
| 21. Januar 2012    | Alpencup                                  | HS108   | Jan Mayländer                                                                               | Gašper Martinčič                                                                   | Nejc Dežman                                                                     |
| 17. August 2011    | Grand Prix                                | HS108   | Daniela Iraschko                                                                            | Sara Takanashi                                                                     | Carina Vogt                                                                     |
| 18. August 2012    | Grand Prix                                | HS108   | ÖsterreichJacqueline Seifriedsberger Daniela Iraschko Michael Hayböck Gregor Schlierenzauer | JapanSara Takanashi Kaori Iwabuchi Reruhi Shimizu Yūta Watase                      | DeutschlandUlrike Gräßler Carina Vogt Richard Freitag Andreas Wank              |
| 19. August 2012    | Grand Prix                                | HS108   | Andreas Wank                                                                                | Reruhi Shimizu                                                                     | Lukáš Hlava                                                                     |
| 12. Januar 2013    | Weltcup                                   | HS108   | Sarah Hendrickson                                                                           | Sara Takanashi                                                                     | Coline Mattel                                                                   |
| 13. Januar 2013    | Weltcup                                   | HS108   | Sara Takanashi                                                                              | Sarah Hendrickson                                                                  | Jacqueline Seifriedsberger                                                      |
| 26. Juli 2013      | Grand Prix                                | HS108   | Alexandra Pretorius                                                                         | Sara Takanashi                                                                     | Katja Požun                                                                     |
| 27. Juli 2013      | Grand Prix                                | HS108   | JapanYūki Itō Noriaki Kasai Sara Takanashi Yūta Watase                                      | SlowenienMaja Vtič Nejc Dežman Katja Požun Matjaž Pungertar                        | DeutschlandUlrike Gräßler Andreas Wank Svenja Würth Richard Freitag             |
| 27. Juli 2013      | Junioren                                  | HS77    | Domen Prevc                                                                                 | Kristjan Lesnik                                                                    | Constantin Schmid                                                               |
| 28. Juli 2013      | Grand Prix                                | HS108   | Richard Freitag                                                                             | Andreas Wellinger                                                                  | Matjaž Pungertar                                                                |
| 21. Dezember 2013  | Weltcup                                   | HS108   | Sara Takanashi                                                                              | Daniela Iraschko-Stolz                                                             | Irina Awwakumowa                                                                |
| 22. Dezember 2013  | Weltcup                                   | HS108   | Sara Takanashi                                                                              | Irina Awwakumowa                                                                   | Carina Vogt                                                                     |
| 9. August 2014     | Junioren                                  | HS77    | Jonathan Learoyd                                                                            | Luca Roth                                                                          | Edgar Vallet                                                                    |
| 9. August 2014     | FIS Cup                                   | HS108   | Gianina Ernst                                                                               | Carina Vogt                                                                        | Chiara Hölzl                                                                    |
| 9. August 2014     | FIS Cup                                   | HS108   | Danny Queck                                                                                 | Krzysztof Leja                                                                     | Žiga Mandl                                                                      |
| 10. August 2014    | FIS Cup                                   | HS108   | Gianina Ernst                                                                               | Svenja Würth                                                                       | Juliane Seyfarth                                                                |
| 10. August 2014    | FIS Cup                                   | HS108   | Žiga Mandl                                                                                  | Danny Queck                                                                        | Jan Mayländer                                                                   |
| 21. Februar 2015   | FIS Cup                                   | HS108   | Svenja Würth                                                                                | Pauline Heßler                                                                     | Sabrina Windmüller                                                              |
| 21. Februar 2015   | FIS Cup                                   | HS108   | Andrzej Stękała                                                                             | Przemysław Kantyka                                                                 | Jewgeni Klimow                                                                  |
| 22. Februar 2015   | FIS Cup                                   | HS108   | Svenja Würth                                                                                | Sabrina Windmüller                                                                 | Daniela Haralambie                                                              |
| 22. Februar 2015   | FIS Cup                                   | HS108   | Jewgeni Klimow                                                                              | Andrzej Stękała                                                                    | Daniel Huber                                                                    |
| 6. August 2015     | Junioren                                  | HS77    | Lucile Morat                                                                                | Katra Komar                                                                        | Marine Bressand                                                                 |
| 6. August 2015     | Junioren                                  | HS77    | Giovanni Bresadola                                                                          | Mathis Contamine                                                                   | Filip Vranc                                                                     |
| 7. August 2015     | Grand Prix                                | HS108   | DeutschlandSeverin Freund Stephan Leyhe Andreas Wellinger Andreas Wank                      | PolenMaciej Kot Piotr Żyła Dawid Kubacki Kamil Stoch                               | NorwegenRune Velta Phillip Sjøen Kenneth Gangnes Anders Fannemel                |
| 8. August 2015     | Grand Prix                                | HS108   | Dawid Kubacki                                                                               | Severin Freund                                                                     | Kento Sakuyama                                                                  |
| 26. September 2015 | Alpencup                                  | HS108   | Domen Prevc                                                                                 | Alex Insam                                                                         | Jonathan Siegel                                                                 |
| 27. September 2015 | Alpencup                                  | HS108   | Domen Prevc                                                                                 | Žiga Jelar                                                                         | Clemens Leitner                                                                 |
| 30. Juli 2016      | Grand Prix                                | HS108   | Andreas Wellinger                                                                           | Maciej Kot Stefan Kraft                                                            |                                                                                 |
| 30. Juli 2016      | Junioren                                  | HS77    | Joséphine Pagnier                                                                           | Pauline Stephani                                                                   | Jenny Nowak                                                                     |
| 30. Juli 2016      | Junioren                                  | HS77    | Jure Mocnik                                                                                 | David Haagen                                                                       | Leif Fricke                                                                     |
| 17. September 2016 | FIS Cup                                   | HS108   | Carina Vogt                                                                                 | Anna Rupprecht                                                                     | Daniela Haralambie                                                              |
| 17. September 2016 | FIS Cup                                   | HS108   | Aljaž Osterc                                                                                | Julian Hahn                                                                        | Paweł Wąsek                                                                     |
| 18. September 2016 | FIS Cup                                   | HS108   | Anna Rupprecht                                                                              | Katharina Althaus                                                                  | Svenja Würth                                                                    |
| 18. September 2016 | FIS Cup                                   | HS108   | Yūken Iwasa                                                                                 | Stefan Huber                                                                       | Aljaž Osterc                                                                    |
| 30. September 2016 | Alpencup                                  | HS108   | Bor Pavlovčič                                                                               | Timi Zajc                                                                          | Žiga Jelar                                                                      |
| 1. Oktober 2016    | Alpencup                                  | HS108   | Maximilian Schmalnauer                                                                      | Bor Pavlovčič                                                                      | Markus Rupitsch                                                                 |
| 3. März 2017       | Nordische Skispiele der OPA, Schüler      | HS77    | David Haagen                                                                                | Frederik Jäger                                                                     | Elias Medwed                                                                    |
| 3. März 2017       | Nordische Skispiele der OPA, Junioren     | HS108   | Timi Zajc                                                                                   | Jonathan Learoyd                                                                   | Luca Roth                                                                       |
| 4. März 2017       | Nordische Skispiele der OPA, Schülerinnen | HS77    | Joséphine Pagnier                                                                           | Jenny Nowak                                                                        | Nejka Repinc Zupančič                                                           |
| 4. März 2017       | Nordische Skispiele der OPA, Juniorinnen  | HS77    | Marita Kramer                                                                               | Sophie Mair                                                                        | Océane Paillard                                                                 |
| 5. März 2017       | Nordische Skispiele der OPA               | HS77    | Österreich IMarita Kramer Vanessa Moharitsch Sophie Mair                                    | Deutschland IPauline Stephani Selina Freitag Arantxa Lancho                        | Slowenien Nejka Repinc Zupančič Jerneja Brecl Katra Komar                       |
| 5. März 2017       | Nordische Skispiele der OPA               | HS77    | Wettbewerb abgesagt                                                                         | Wettbewerb abgesagt                                                                | Wettbewerb abgesagt                                                             |
| 29. Juli 2017      | Junioren                                  | HS77    | Lisa Hirner                                                                                 | Julia Mühlbacher                                                                   | Amelie Thannheimer                                                              |
| 29. Juli 2017      | Junioren                                  | HS77    | Rok Masle                                                                                   | Taj Ekart                                                                          | Lean Niederberger                                                               |
| 29. Juli 2017      | Grand Prix                                | HS108   | Dawid Kubacki                                                                               | Stephan Leyhe                                                                      | Piotr Żyła                                                                      |
| 16. Dezember 2017  | Weltcup                                   | HS108   | JapanYūki Itō Kaori Iwabuchi Yūka Setō Sara Takanashi                                       | RusslandAnastassija Barannikowa Alexandra Kustowa Sofja Tichonowa Irina Awwakumowa | FrankreichLéa Lemare Julia Clair Romane Dieu Lucile Morat                       |
| 17. Dezember 2017  | Weltcup                                   | HS108   | Maren Lundby                                                                                | Katharina Althaus                                                                  | Sara Takanashi                                                                  |
| 13. Januar 2018    | Alpencup                                  | HS108   | Jan Hörl                                                                                    | Luca Roth                                                                          | Sandro Hauswirth                                                                |
| 13. Januar 2018    | Alpencup                                  | HS108   | Jerneja Brecl                                                                               | Kinga Rajda                                                                        | Katra Komar                                                                     |
| 14. Januar 2018    | Alpencup                                  | HS108   | Jan Hörl                                                                                    | Aljaž Osterc Philipp Raimund                                                       |                                                                                 |
| 14. Januar 2018    | Alpencup                                  | HS108   | Jerneja Brecl                                                                               | Katra Komar                                                                        | Jenny Nowak                                                                     |
| 26. Juli 2018      | Junioren                                  | HS77    | Ana Jereb                                                                                   | Cindy Haasch                                                                       | Joanna Eberle                                                                   |
| 26. Juli 2018      | Junioren                                  | HS77    | Rok Masle                                                                                   | Jannik Faißt                                                                       | Taj Ekart                                                                       |
| 28. Juli 2018      | Grand Prix                                | HS108   | Sara Takanashi                                                                              | Yūki Itō                                                                           | Ramona Straub                                                                   |
| 28. Juli 2018      | Grand Prix                                | HS108   | Kamil Stoch                                                                                 | Karl Geiger                                                                        | Killian Peier                                                                   |
| 26. Juli 2019      | Youth Cup (Mädchen)                       | HS77    | Nika Prevc                                                                                  | Jerica Jesenko                                                                     | Lia Böhme                                                                       |
| 26. Juli 2019      | Youth Cup (Jungen)                        | HS77    | Kaimar Vagul                                                                                | Simon Steinberger                                                                  | Matej Plut                                                                      |
| 26. Juli 2019      | Grand Prix                                | HS108   | Sara Takanashi                                                                              | Maren Lundby                                                                       | Nika Križnar                                                                    |
| 27. Juli 2019      | Grand Prix                                | HS108   | DeutschlandJuliane Seyfarth Karl Geiger Agnes Reisch Richard Freitag                        | JapanNozomi Maruyama Junshirō Kobayashi Sara Takanashi Keiichi Satō                | SlowenienNika Križnar Peter Prevc Urša Bogataj Žiga Jelar                       |
| 27. Juli 2019      | Grand Prix                                | HS108   | Karl Geiger                                                                                 | Gregor Schlierenzauer                                                              | Richard Freitag                                                                 |
| 3. Oktober 2020    | Youth Cup (Mädchen)                       | HS77    | Sina Kiechle                                                                                | Maja Kovacic                                                                       | Christina Feicht                                                                |
| 3. Oktober 2020    | Youth Cup (Jungen)                        | HS77    | Enej Faletic                                                                                | Nejc Ingolic                                                                       | Lukas Haagen                                                                    |
| 30. Januar 2021    | Weltcup                                   | HS111   | Wettkampf wegen der COVID-19-Pandemie abgesagt                                              | Wettkampf wegen der COVID-19-Pandemie abgesagt                                     | Wettkampf wegen der COVID-19-Pandemie abgesagt                                  |
| 31. Januar 2021    | Weltcup                                   | HS111   | Wettkampf wegen der COVID-19-Pandemie abgesagt                                              | Wettkampf wegen der COVID-19-Pandemie abgesagt                                     | Wettkampf wegen der COVID-19-Pandemie abgesagt                                  |